# Carlos Eduardo Bendini Giusti
Carlos Eduardo Bendini Giusti (Gaspar, 27 de abril de 1993) es un futbolista brasileño que juega como defensa en el V-Varen Nagasaki de la J2 League.
Jugó para clubes como el Metropolitano, FC Lustenau 07, SC Austria Lustenau, Gainare Tottori, Tochigi SC, Kashiwa Reysol y Kawasaki Frontale.

## Trayectoria

### Clubes
| Club                         | País    | Año       |
| ---------------------------- | ------- | --------- |
| C. A. Metropolitano          | Brasil  | 2011-2016 |
| FC Lustenau 07 (cedido)      | Austria | 2012      |
| SC Austria Lustenau (cedido) | Austria | 2013      |
| Gainare Tottori (cedido)     | Japón   | 2013      |
| Tochigi S. C. (cedido)       | Japón   | 2014      |
| Kashiwa Reysol (cedido)      | Japón   | 2014-2016 |
| Kawasaki Frontale (cedido)   | Japón   | 2016      |
| Kawasaki Frontale            | Japón   | 2017-2018 |
| Matsumoto Yamaga F. C.       | Japón   | 2019      |
| Sagan Tosu                   | Japón   | 2020-2022 |
| Yokohama F. Marinos          | Japón   | 2022-2024 |
| V-Varen Nagasaki             | Japón   | 2025-     |

## Palmarés

### Títulos nacionales
| Título             | Club                | País  | Año  |
| ------------------ | ------------------- | ----- | ---- |
| J1 League          | Kawasaki Frontale   | Japón | 2017 |
| J1 League          | Kawasaki Frontale   | Japón | 2018 |
| J1 League          | Yokohama F. Marinos | Japón | 2022 |
| Supercopa de Japón | Yokohama F. Marinos | Japón | 2023 |